# Гай Петроний (консул 25 г.)
Гай Петроний (на латински: Gaius Petronius; * 18 пр.н.е.; † след 29 г.) e политик на ранната Римска империя.

## Биография
Той произлиза от сенаторската фамилия Петронии без когномен. Син е на Публий Петроний Турпилиан (магистър на Монетния двор) и внук на Гай или Публий Петроний (префект на Египет от 25 до 21 пр.н.е.). По-малък брат е на Публий Петроний (авгур, суфектконсул 19 г.).
Петроний е баща на Петрония (съпруга на Галео Тетиен) и вероятно осиновява Гай Петроний Понтий Нигрин (консул 37 г.).
През 25 г. Петроний е суфектконсул на мястото на Марк Азиний Агрипа заедно с Кос Корнелий Лентул.